# Anchistylis waitei
Anchistylis waitei är en kräftdjursart som först beskrevs av Hale 1928.  Anchistylis waitei ingår i släktet Anchistylis och familjen Diastylidae. Inga underarter finns listade i Catalogue of Life.